# Resolutie 2348 Veiligheidsraad Verenigde Naties
Resolutie 2348 van de Veiligheidsraad van de Verenigde Naties werd unaniem door de VN-Veiligheidsraad aangenomen op 31 maart 2017, en verlengde het mandaat van de VN-vredesmacht in de Democratische Republiek Congo met een jaar. Ook werd het aantal militairen met bijna twintig procent teruggebracht.

## Standpunten

De Congolese provincie Centraal-Kasaï.

Er werd een moment stilte in acht genomen voor de Amerikaan Michael Sharp en de Zweed Zaida Catalan, twee leden van de expertengroep die in de provincie Centraal-Kasaï onderzoek deed naar de mensenrechtenschendingen die met het conflict gepaard gingen. Op 12 maart 2017 verdwenen ze samen met hun lokale vertaler en drie chauffeurs. Op 24 maart werden hun lichamen teruggevonden in een ondiep graf.
Over de omvang van de vredesmacht in Congo waren lange onderhandelingen gevoerd. Frankrijk, dat de tekst had opgesteld, haalde aan dat het aangepaste mandaat de vredesmacht flexibeler zou maken. De Verenigde Staten stonden daar achter, en stelden dat "het niet ging over het aantal mensen ter plaatse, maar over de kwaliteit van hun werk". Frankrijk had voorgesteld het aantal militairen tot 17 000 te beperken. De VS hadden dit aantal eerst willen beperken tot 15 000, en wilden ook niet dat er 320 bijkomende agenten werden gestuurd. De missie was de eerste die vernieuwd moest worden nadat Donald Trump president van de VS werd, en die wilde als grootste geldschieter van de VN bezuinigen op de vredesoperaties.
De Oekraïense vertegenwoordiger zei dat deze resolutie voor het eerst taken van een vredesmacht uitbesteedde, en hoopte dat dit de situatie ter plaatse ten goede zou komen. Rusland betreurde dat "uitsluitend rekenkundige overwegingen" in acht waren genomen bij de beslissing om MONUSCO in te krimpen. Ook hoopte men er dat de twee parallelle rapporteringen die van secretaris-generaal António Guterres werden gevraagd niet voor problemen zouden zorgen. Hij moest elke drie maanden rapporteren over de uitvoering van het mandaat, en bijkomend elke 45 dagen over de uitvoering van het politiek akkoord van 31 december.
Uruguay zei dat de situatie in het oosten van Congo uitzichtloos en zonder tekenen van verbetering was. De secretaris-generaal had dan ook gevraagd de vredesmacht niet in te perken, maar om te besparen werd dit toch gedaan. Nog nooit had de Veiligheidsraad een operatie teruggeschroefd of sancties opgeheven zonder dat er eerst vooruitgang was geboekt in een situatie.
Congo zelf verwelkomde de verlenging van de vredesmacht in het land, maar betreurde dat de ontwapening, demobilisatie en herintegratie van strijders en de hervorming van justitie en de veiligheidsdiensten niet waren opgenomen als strategische prioriteiten. De Congolese vertegenwoordiger verwees ook naar de aanwezigheid van SPLA-strijders uit buurland Zuid-Soedan in zijn land, en de inspanning om hen weg te krijgen. Hij vond dat de VN deze kwestie zouden moeten aanpakken, en niet Congo zelf.

## Achtergrond

### Burgeroorlog
In 1994 braken in de Democratische Republiek Congo etnische onlusten uit, die onder meer werden veroorzaakt door de vluchtelingenstroom uit de buurlanden Rwanda en Burundi. In 1997 beëindigden rebellen de lange dictatuur van Mobutu en werd Kabila de nieuwe president. In 1998 escaleerde de burgeroorlog, toen anderen rebellen Kabila probeerden te verjagen. Zij zagen zich gesteund door Rwanda en Oeganda. Toen hij in 2001 omkwam bij een mislukte staatsgreep, werd hij opgevolgd door zijn zoon. Onder buitenlandse druk werd afgesproken verkiezingen te houden, die plaatsvonden in 2006 en gewonnen werden door Kabila.

### Politieke crisis

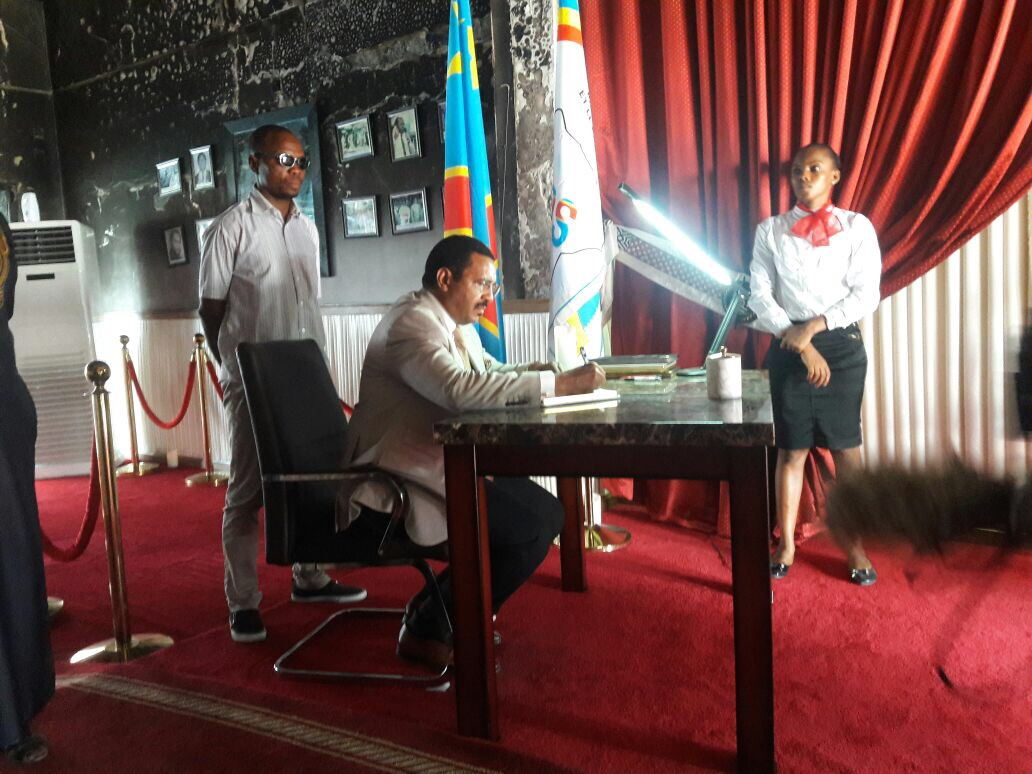
Vice-speciaal vertegenwoordiger van de secretaris-generaal van de VN Mamadou Diallo tekent namens MONUSCO het rouwregister voor Etienne Tshisekedi.

Tien jaar later, na de afloop van zijn tweede ambtstermijn, weigerde Kabila de macht weer af te staan. Hierop ontstond een politieke crisis die gepaard ging met geweld. Na bemiddeling door de Congolese Conferentie van Katholieke Bisschoppen werd op 31 december 2016 een akkoord bereikt. Dit voorzag in een "overgangsperiode", waarin president Kabila ook in 2017 aanbleef, maar ook een door oppositieleider Étienne Tshisekedi voorgezeten overgangsraad werd opgericht en een premier uit Tshisekedi's partij werd benoemd. Er werd voorts overeengekomen dat de grondwet niet zou worden aangepast, en Kabila dus geen derde ambtstermijn meer zou nastreven. In 2017 nog moesten presidents- en parlementsverkiezingen worden gehouden.
De uitvoering van het akkoord raakte echter in een impasse door onenigheid over de samenstelling van de kiesraad en de vraag of de oppositie Kabila een eerste minister mocht laten kiezen uit verschillende kandidaten.
Tshisekedi's overlijden op 1 februari 2017 deed het akkoord nog meer wankelen. Hij werd immers gezien als de sterke man van de oppositie die grote aanhang had bij het volk. De Congolese minister van Buitenlandse Zaken Okello Oryem zei dat zijn overlijden het land bijna zeker zou destabiliseren. De in het akkoord voorziene agenda zou dan mogelijk herzien worden, en Kabila zou aanblijven tot het land weer gestabiliseerd was. Intussen werd Tshisekedi's zoon wel genoemd als mogelijk de volgende premier.

## Inhoud
Op 31 december 2016 was in de hoofdstad Kinshasa een politiek akkoord getekend. Alle betrokken partijen, waaronder president Kabila, werden opgeroepen het akkoord onverwijld uit te voeren, en te beginnen met de voorbereidingen van de presidents- en parlementsverkiezingen.
Congo bleef inmiddels gebukt gaan onder het geweld. Meer dan twee miljoen Congolezen waren op de vlucht, terwijl er 452 000 vluchtelingen uit de buurlanden aanwezig waren ten gevolge van de burgeroorlog in het oosten van het land. De ontwapening van de gewapende groeperingen uit Rwanda, Oeganda en Congo zelf in de regio verliep moeizaam.
Het mandaat van de MONUSCO-vredesmacht in Congo werd verlengd tot 31 maart 2018. Het maximaal aantal militairen werd teruggebracht van 19 815 tot 16 215 en het aantal militaire waarnemers van 760 tot 660. Het politiecomponent bleef ongewijzigd. Ook de in 2013 gecreëerde interventiebrigade bleef gehandhaafd. Deze had de opdracht gewapende groeperingen actief te neutraliseren.
Lijst ·  2337 ·  2338 ·  2339 ·  2340 ·  2341 ·  2342 ·  2343 ·  2344 ·  2345 ·  2346 ·  2347 ·  2348 ·  2349 ·  2350 ·  2351 ·  2352 ·  2353 ·  2354 ·  2355 ·  2356 ·  2357 ·  2358 ·  2359 ·  2360 ·  2361 ·  2362 ·  2363 ·  2364 ·  2365 ·  2366 ·  2367 ·  2368 ·  2369 ·  2370 ·  2371 ·  2372 ·  2373 ·  2374 ·  2375 ·  2376 ·  2377 ·  2378 ·  2379 ·  2380 ·  2381 ·  2382 ·  2383 ·  2384 ·  2385 ·  2386 ·  2387 ·  2388 ·  2389 ·  2390 ·  2391 ·  2392 ·  2393 ·  2394 ·  2395 ·  2396 ·  2397